# Noureddine Yagoubi
Noureddine Yagoubi (en arabe : نور الدين اليعقوبي), né le 8 janvier 1974, est un judoka algérien.

## Carrière
Noureddine Yagoubi est médaillé de bronze aux Championnats d'Afrique de judo 1992 à Port-Louis dans la catégorie des moins de 60 kg.
Dans la catégorie des moins de 65 kg, il est médaillé d'or aux Championnats d'Afrique de judo 1994 à Tunis. Il est ensuite médaillé d'or des moins de 66 kg aux Jeux africains de 1995 à Harare.
Noureddine Yagoubi est médaillé d'or en moins de 71 kg aux Championnats d'Afrique de judo 1997 à Casablanca.
Il évolue ensuite dans la catégorie des moins de 73 kg, participant aux Jeux olympiques d'été de 2000 à Sydney et de 2004 à Athènes, sans remporter de médaille. Il obtient la médaille d'or aux Championnats d'Afrique de judo 2000 à Alger, aux Championnats d'Afrique de judo 2001 à Tripoli et aux Jeux africains de 2003 à Abuja. Il est médaillé d'argent aux Mondiaux militaires 1998 à Saint-Pétersbourg, aux Championnats d'Afrique de judo 2002 au Caire et aux Championnats d'Afrique de judo 2004 à Tunis. Il remporte la médaille de bronze aux Championnats d'Afrique de judo 1998 à Dakar, aux Jeux africains de 1999 à Johannesbourg, aux Jeux méditerranéens de 2001 à Tunis, aux Jeux méditerranéens de 2005 à Almería et aux Championnats d'Afrique de judo 2009 à Port-Louis.